# محافظة غوردة
محافظة غُوَرْدة أو غُوَرْدا أو (نقحرة: غواردا) هي إحدى محافظات البرتغال. يبلغ عدد سكانها 173,716 نسمة. وتحتوي على 14 بلدية.

## أعلام
- رودريغو منديز سيلفا